# Segolena de Troclar
Segolena de Troclar (segle VII) fou una religiosa occitana, primera abadessa del monestir de Troclar, prop de Lagrave a l'Albigès. Venerada com a santa per l'Església catòlica, la seva festa és el 24 de juliol.

## Hagiografia
Hauria nascut a Albi en una família noble: era filla de Cramsici i tenia dos germans, Babo, que fou duc de l'Albigès i Sigibald, que fou bisbe de Metz. Es va casar amb un senador de la regió de nom Gisulf. Va destacar per la caritat envers els pobres i als 22 anys va quedar vídua i va decidir dedicar-se totalment a la religió d'acord amb el seu pare, que inicialment volia unes segones noces.
El bisbe d'Albi la va consagrar diaconessa, però com que volia viure retirada va demanar al seu pare de construir un monestir en una de les seves terres anomenada Troclar. S'hi retirà amb altres noies de família distingida que la van seguir, i es creu que van adoptar la Regla de Sant Benet. Sigolena fou la primera abadessa de la comunitat; la seva vida era tan austera que es va posar en perill degut al rigor de la penitència; es van produir diversos suposats miracles dels que Evanti i Gisloald, abats de monestirs propers, foren testimonis.
Quan va sentir acostar-se el seu final va reunir les monges i les va exhortar a seguir amb la penitència. Després de sis dies malalta, el seu germà Sigibald va arribar al seu costat el 21 de juliol, i la monja va morir tres dies després. Com a abadessa de Troclar la va succeir Alífia. L'autor de la seva vida fou un religiós del monestir (que segons el costum de l'època era mixt).

## Veneració
Quan morí, l'olor del seu cos quan va ésser rentat, segons el costum de l'època, era suau i es va estendre per tot el monestir; fou enterrada a la rodalia, a un lloc anomenat Insula, cementiri per religioses on Cramsici va fer construir un oratori en honor de sant Martí, amb un hospici per pelegrins; altres suposats miracles a la seva tomba van reforçar la seva fama de santedat que ja tenia.
Les relíquies de la santa foren conservades molt de temps a Troclar fins a ser traslladades a la catedral d'Albi. La santa va esdevenir la patrona de la regió i nombroses esglésies a l'Albigès estan sota la seva advocació.